# 曳丝拟美尾䲗
⇄
曳丝拟美尾䲗（学名：Pseudocalliurichthys variegatus）为䲗科拟美尾𮬣属的鱼类，俗名曳丝鼠衔鱼、变色拟长尾鼠衔鱼。分布于日本南部沿海至台湾以及台湾东北部海域等。该物种的模式产地在日本长崎。

## 形态特征
体长形，稍侧扁。前鳃盖骨强棘短，棘末端平直，腹缘平滑而稍凹，基部有1强倒刺，背缘具4-6枚小倒刺。雄鱼第一背鳍第一、二鳍棘延长成丝状，雌鱼不延长。尾鳍不对称，雄鱼下半部鳍条明显延长，雌鱼则稍延长。